# Dhananjaya de Silva
Dhananjaya Maduranga de Silva (* 6. September 1991 in Hambantota, Sri Lanka) ist ein sri-lankischer Cricketspieler der seit 2015 für die sri-lankischen Nationalmannschaft spielt.

## Kindheit und Ausbildung
Der Vater von de Silva war ein lokaler Politiker, der im Mai 2018 von einem unbekannten Täter erschossen wurde.

## Aktive Karriere

### Anfänge in der Nationalmannschaft
Nachdem er im Jahr 2015 den Selektoren auffiel konnte er durch eine überzeugende nationale Saison empfehlen und absolvierte sein erstes internationales Twenty20 im Juli 2015 gegen Pakistan. Nachdem er ein weiteres Jahr im heimischen Cricket überzeugte konnte er sich endgültig etablieren. Sein Debüt im ODI-Cricket gab er im Juni 2016 in Irland. Kurz darauf kam Australien nach Sri Lanka, wobei de Silva auch sein Debüt im Test-Cricket absolvieren konnte. Im dritten Test der Serie erzielte er mit 129 Runs aus 280 Bällen ein Century im ersten Innings und ein Fifty über 65 Runs im zweiten und hatte damit einen wichtigen Anteil am Sieg des Spiels und dem 3:0-Sieg in der Serie. In den folgenden ODI- (76 Runs) und Twenty20-Serien (62 Runs) der Tour fügte er noch jeweils einmal ein Half-Century hinzu. Daraufhin reiste er mit dem Team nach Simbabwe, wo er in der Test Serie erst ein Fifty (64 Runs) und dann ein Century über 127 Runs aus 245 Bällen. Dieses wurde gefolgt durch ein Drei-Nationen-Turnier am gleichen Ort, wo er gegen den Gastgeber (78* Runs) und die West Indies (58 Runs) jeweils ein Fifty erreichte. Im Februar wurde er als Kapitän der A-Mannschaft Sri Lankas berufen.
Nachdem er seine Leistungen in diesen Monaten nicht überzeugten wurde er nach mehreren Ausfällen im Team als Ersatz für die ICC Champions Trophy 2017 nominiert, kam jedoch dort nur zu einem Einsatz. Nach einer Knöchelverletzung wurde er zunächst aus dem Team gestrichen, kam jedoch bald darauf wieder zurück. Zum Jahresende gelang ihm in der Test-Serie in Indien ein Century über 119* Runs aus 219 Bällen. Damit konnte er trotz einer Verletzung und seiner sichtlichen Probleme mit der Luftqualität in Delhi Sri Lanka vor einer Niederlage bewahren. Bei der folgenden Tour in Bangladesch erreichte er ebenfalls ein Century über 173 Runs aus 229 Bällen. Im Sommer unterbrach er die Tour in den West Indies, nachdem sein Vater ermordet wurde. Bei der folgenden Tour gegen Südafrika gelang ihm dann ein Fifty in den Tests (60 Runs) und ODIs (84 Runs). Zum Jahresende konnte er in der Test-Serie gegen England dann noch einmal zwei Half-Centuries (59 und 73 Runs) erreichen.

### Feste Etablierung im Team
Nachdem er im März 2019 in Südafrika in der ODI-Serie 3 Wickets für 41 Runs erreichte und auch in der nationalen Liga überzeugen konnte, wurde er für den Cricket World Cup 2019 nominiert. Dort konnte zum überraschenden Sieg gegen den Gastgeber und späteren Weltmeister England 3 Wickets für 32 Runs beitragen. Nach dem Turnier erreichte er in der Test-Serie gegen Neuseeland ein Century über 109 Runs aus 148 Bällen, etwas was er im Dezember in Pakistan wiederholte (102* Runs aus 166 Bällen). Das neue Jahr begann er mit einem Fifty in der Twenty20-Serie in Indien (57 Runs) und einem weiteren in den Tests in Simbabwe (63 Runs). Im März folgte dann ein Fifty über 51 Runs im dritten ODI gegen die West Indies, bevor auf Grund der COVID-19-Pandemie der Spielbetrieb unterbrochen wurde. Nachdem dieser fortgesetzt wurde, erreichte er im Dezember 2020 beim ersten Test in Südafrika ein Fifty (79 Runs), bevor er verletzt aufgeben musste. Im März 2021 war er wieder im Team und konnte in den West Indies ein Half-Century über 50 Runs in den Tests erreichen. Daraufhin traf er mit dem Team auf Bangladesch. Dabei gelang ihm im ersten Test ein Century über 166 Runs aus 291 Bällen. In der ODI-Serie konnte er noch ein Mal 3 Wickets für 45 Runs und ein Fifty über 55* Runs hinzufügen.
Im Sommer folgte dann ein Fifty über 91 Runs in den ODIs in England. Gegen die West Indies im November 2021 erreichte er im ersten Test ein Fifty über 61 Runs und im zweiten ein Century über 155* Runs aus 262 Bällen. Für letzteres wurde er als Spieler des Spiels ausgezeichnet. Zu Beginn des Sommers 2022 erreichte er in Bangladesch ein Test-Fifty (58 Runs). Dies wurde gefolgt von einem Half-Century in den ODIs gegen Australien und einem Century über 109 Runs aus 171 Bällen in der Test-Serie gegen Pakistan. Für letzteres wurde er als Spieler des Spiels ausgezeichnet. Im Oktober war er Teil des sri-lankischen Teams beim ICC Men’s T20 World Cup 2022. Dabei konnte er unter anderem gegen Afghanistan ein Fifty über 66* Runs erreichen.